# Kannamangalam
Kannamangalam é uma panchayat (vila) no distrito de Tiruvanamalai, no estado indiano de Tamil Nadu.

## Demografia
Segundo o censo de 2001,  Kannamangalam  tinha uma população de 7297 habitantes. Os indivíduos do sexo masculino constituem 49% da população e os do sexo feminino 51%. Kannamangalam tem uma taxa de literacia de 75%, superior à média nacional de 59.5%: a literacia no sexo masculino é de 83% e no sexo feminino é de 67%. Em Kannamangalam, 10% da população está abaixo dos 6 anos de idade.